# La vegetariana
La vegetariana (채식주의자 in coreano) è un romanzo pubblicato nel 2007 dalla scrittrice Han Kang. Il romanzo ha raggiunto fama internazionale nel 2016, a seguito della sua traduzione in inglese, vincendo l'International Booker Prize e venendo inserito dal New York Times nella lista dei 10 migliori libri dell'anno.
Il libro racconta la storia di Yeong-hye, una grafica part-time che vive con il marito a Seoul e in seguito a una serie di incubi riguardanti l'uccisione di animali decide di smettere di mangiar carne. La sua decisione la isola progressivamente dalla sua famiglia e dalla società. La storia è divisa in tre parti, e ciascuna affronta le vicende di Yeong-hye da un diverso punto di vista. La prima parte è narrata in prima persona dal marito, Cheong, la seconda è in terza persona e segue il punto di vista del cognato, mentre l'ultima, sempre in terza persona, si focalizza sulle vicende della sorella.

## Trama

### La Vegetariana
Il signor Cheong considera sua moglie Yeong-hye "completamente insignificante sotto tutti gli aspetti". Spiega che quando l'ha incontrata per la prima volta, non ne era nemmeno attratto ma che questo gli andava benissimo, poiché il suo unico obiettivo era vivere una vita convenzionale e insignificante a cui Yeong-hye si sarebbe ben adattata interpretando il ruolo della moglie tradizionale. Dopo diversi anni di matrimonio relativamente normale, una mattina il signor Cheong si sveglia e trova sua moglie davanti al frigorifero intenta a rimuovere tutti gli alimenti a base di carne. Alla sua richiesta di spiegazioni Yeong-hye risponde vagamente di aver "fatto un sogno" e che d'ora in poi non avrebbe più mangiato carne. Il signor Cheong tenta di razionalizzare la decisione di vita di sua moglie nei mesi successivi e si rassegna a consumare pasti vegetariani a casa, ma Yeong-hye inizia gradualmente a mangiare meno e dimagrisce sempre di più. Cheong decide di chiamare la famiglia di Yeong-hye, che li invita a un pranzo per poter intervenire.
Durante il pranzo, il padre di Yeong-hye, un ex-soldato che ha prestato servizio nella guerra del Vietnam, la schiaffeggia per convincerla a mangiare carne; poiché Yeong continua a rifiutarsi il padre tenta di ficcarle a forza in bocca un pezzo di maiale mentre Cheong e il fratello di Yeong-hye la tengono ferma. Yeong-hye si libera, sputa il maiale, afferra un coltello da frutta e si taglia le vene dei polsi fra lo shock dei familiari. Il cognato la porta di corsa in un ospedale dove si riprende, mentre Cheong capisce che la moglie è diventata mentalmente instabile.

### La macchia mongolica
Il cognato di Yeong-hye è un videoartista e una delle sue idee ricorrenti è quella di filmare una scena di sesso tra due persone che hanno i corpi decorati da fiori dipinti. Dopo aver scoperto che Yeong-hye ha una macchia mongolica a forma di petalo di fiore, capisce che lei è la modella ideale per il suo progetto. Dopo averla contattata, inizia ad essere attratto da Yeong-hye (a cui nel frattempo sono state notificate le carte del divorzio) soprattutto dopo averla vista nuda nel suo appartamento. Yeong-hye accetta di posare per lui e di farsi dipingere fiori sul suo corpo, ma l'altro modello che doveva prestarsi per la scena decide di tirarsi indietro quando capisce che avrebbe dovuto avere un rapporto sessuale.
Yeong-hye, che nel frattempo si era eccitata grazie ai fiori dipinti sul corpo dell'uomo, rientra nel suo appartamento. Il cognato chiede allora a un'amica di dipingergli dei fiori sul corpo, per poi andare a trovare Yeong-hye convincendola ad avere con lui il rapporto sessuale e a riprenderlo. Quando sua moglie In-hye scopre il filmato, chiama il reparto di psichiatria per chiedere un ricovero per il marito e Yeong-hye sostenendo che entrambi sono instabili mentalmente. All'arrivo dei medici Yeong-hye oppone una violenta resistenza prima di essere sedata, mentre il cognato si arrampica sul balcone per buttarsi giù, ma non ci riesce per l'intervento di un infermiere.

### Fiamme verdi
In-hye è rimasta l'unico membro della famiglia a sostenere la sorella Yeong-hye dopo il suo declino mentale e fisico. Si è separata dal marito dopo gli eventi della sezione precedente e si è ritrovata a prendersi cura del figlio oltre che della sorella. Mentre il comportamento di Yeong-hye peggiora, viene ricoverata in un ospedale psichiatrico sul Monte Ch'ukseong dove, nonostante riceva cure di alto livello per anoressia nervosa e schizofrenia, inizia a comportarsi come se fosse una pianta. In un'occasione scappa dall'ospedale e viene trovata in piedi in mezzo al bosco "inzuppata di pioggia come se lei stessa fosse uno degli alberi scintillanti". In-hye, che rimugina costantemente sul dolore di dover affrontare il suo divorzio e la cura del figlio e che per tutto il capitolo mostra segni della sua depressione e instabilità mentale, visita regolarmente Yeong-hye per cercare di convincerla a mangiare. Durante una di queste visite In-hye vede i dottori che alimentano forzatamente la sorella e minacciano di sedarla per impedirle di vomitare, e per salvare la sorella aggredisce l'infermiera che la tiene ferma e prova a scappare con lei. Il romanzo si chiude con In-hye e Yeong-hye che vengono portate in un altro ospedale a bordo di un'ambulanza, mentre In-hye osserva dal finestrino gli alberi che le scorrono davanti.

## Opere derivate
Dal libro è stato tratto nel 2009 il film omonimo diretto da Woo-Seong Lim. Nel 2024 ne è stato tratto anche uno spettacolo teatrale, portato in scena dalla regista Daria Deflorian nei teatri italiani

## Edizioni
- Han Kang, La vegetariana, traduzione dall'inglese di Milena Zemira Ciccimarra, Milano, Adelphi, 2016,  p. 176, ISBN 978-88-4593-121-5.